# Kōhei Kawata
Kōhei Kawata (河田 晃兵?, Kawata Kōhei; Ōita, 13 ottobre 1987) è un calciatore giapponese, portiere del Ventforet Kofu.

## Carriera
A marzo del 2012 si trasferisce all'Avispa Fukuoka in prestito dal Gamba Osaka. Nel 2013 esordisce nella massima serie del campionato giapponese, con la maglia del Ventforet Kofu. Nel 2014 ritorna al Gamba Osaka, diventando così il secondo portiere, dopo Masaaki Higashiguchi. Dal 2015 gioca di nuovo al Ventforet Kofu.

## Palmarès

### Club

#### Competizioni nazionali
- Coppa dell'Imperatore: 1

Ventforet Kofu: 2022

### Nazionale
- Universiadi:   1

Belgrado 2009